# Diplocaulus
Diplocaulus é um género extinto dum anfíbio da sub-classe lepospondyli, do período permiano. Tinha até um metro de comprimento.
Diplocaulus é conhecido por suas placas ósseas largas nas laterais do crânio, o que causa uma aparência semelhante à de um bumerangue. Julgando pelos seus fracos membros e cauda relativamente curta, presume-se que tenha nadado com movimentos ascendentes e descendentes do seu corpo, não diferente dos cetáceos de hoje. A cabeça larga pode ter ajudado a criatura a deslizar através da água. Além disso, também se pensa que teria um propósito de defesa, pois qualquer predador teria grandes dificuldades em engolir uma criatura com uma cabeça tão larga. Um primo próximo do Diplocaulus é o Diploceraspis.

## Diplocaulusna cultura popular
- Salamandras com cabeça de martelo desconhecidas têm sido reportadas em criptozoologia de tempo a tempo. Em 1992, um artista japonês fez um pequeno modelo do Diplocaulus, o qual foi fotografado numa alguidar no jardim, como se tivesse sido capturado. A foto parecia bastante realista e circulou em forums como o cryptozoology.com, onde muitos pensaram ser uma salamandra real. Na verdade, o que aconteceu foi que o artista japonês T.T. Kas de Tóquio criou essa salamandra, com barro e plástico, para participar num concurso de modelos de monstros de uma revista japonesa. Esse modelo foi fotografado por alguem e enviado para o Professor Patrick J. Schembri, no Departmento de Biologia da Universidade de Malta.
- No episódio final da série Neon Genesis Evangelion, Shinji Ikari é transformado em várias formas, entre elas está o Diplocaulus e a hallucigenia.